# Topos (mathématiques)
En mathématiques, un topos (au pluriel topos ou topoï) est un type particulier de catégorie. La théorie des topoï est polyvalente et est utilisée dans des domaines aussi variés que la logique, la topologie ou la géométrie algébrique.

## Définition
Un topos est une catégorie pourvue :
- de limites et colimites finies ;
- d'exponentielles ;
- d'un classificateur de sous-objets (en).

D'autres définitions équivalentes sont données plus bas[Où ?].

## Exemples élémentaires
- La catégorie des graphes[2] et morphismes de graphes
- Le topos des ensembles : la catégorie des ensembles et fonctions totales

## Classificateur de sous-objets
En théorie des catégories, un sous-objet {\displaystyle S} d'un objet {\displaystyle X} est définissable comme classe d'isomorphisme
de monomorphismes {\displaystyle S\hookrightarrow X} par rapport à la relation de factorisation, {\displaystyle \forall u,v:S\hookrightarrow X.u\leq v\Leftrightarrow \exists w.u=vw}.
Tout topos {\displaystyle C} comprend un classificateur de sous-objets, c'est-à-dire d'un objet {\displaystyle \Omega \in Ob(C)}
tel que pour tout objet {\displaystyle X} et tout sous-objet {\displaystyle U} de {\displaystyle X}, de monomorphisme {\displaystyle j}, corresponde un unique morphisme {\displaystyle \chi _{j}:X\rightarrow \Omega } tel que que le diagramme suivant ait la propriété de produit fibré (1 étant l'objet terminal, qui doit exister suivant la définition).
La catégorie des ensembles et fonctions possède le classificateur de sous-objets {\displaystyle \Omega =\{0,1\}}, d'où la
nomenclature : toute propriété d'objets d'un ensemble définit un sous-objet et en même temps une fonction {\displaystyle \chi :}.
Puisque tous les ensembles à deux éléments sont isomorphes à {\displaystyle \{0,1\}}, le morphisme {\displaystyle vrai} a la fonction
d'indiquer lequel des éléments de {\displaystyle \Omega } joue le rôle de « vrai » ou « élément de S ».
En effet, la théorie des topos peut servir de fondation pour l'interprétation d'un certain nombre de logiques.

## Les topoï de Grothendieck en géométrie
Depuis l'apparition en mathématiques des préfaisceaux dans les années 1940, l'étude d'un espace passe souvent par celle des préfaisceaux sur cet espace. L'idée fut formulée par Alexandre Grothendieck lorsqu'il introduisit la notion de topos. Le principal atout de cette notion réside dans l'abondance de situations en mathématiques où l'on a une indéniable intuition topologique, mais où fait défaut tout espace topologique digne de ce nom. Le plus grand succès de cette idée programmatique est à ce jour l'introduction du topos étale d'un schéma.

### Formulations équivalentes
Soit {\displaystyle {\mathcal {C}}} une catégorie. Un théorème de Jean Giraud établit que les formulations suivantes sont équivalentes :
- il existe une petite catégorie {\displaystyle {\mathcal {D}}} et une inclusion {\displaystyle {\mathcal {C}}} ↪ Presh({\displaystyle {\mathcal {D}}}) qui admette un adjoint à gauche préservant la limite finie ;
- {\displaystyle {\mathcal {C}}} est la catégorie des faisceaux sur un site de Grothendieck ;
- {\displaystyle {\mathcal {C}}} satisfait les axiomes de Giraud énumérés ci-dessous.

Une catégorie possédant ces propriétés est appelée « topos de Grothendieck ». Presh({\displaystyle {\mathcal {D}}}) dénote ici la catégorie des foncteurs contravariants de {\displaystyle {\mathcal {D}}} vers la catégorie des ensembles ; un tel foncteur contravariant est souvent appelé préfaisceau (presheaf en anglais).

#### Axiomes de Giraud
Les axiomes de Giraud pour une catégorie {\displaystyle {\mathcal {C}}} sont les suivants :
- {\displaystyle {\mathcal {C}}} a un petit ensemble de générateurs, et admet toutes les petites colimites. En outre, les colimites sont commutatives avec le produit fibré.
- Les sommes dans {\displaystyle {\mathcal {C}}} sont disjointes. En d'autres termes, le produit fibré de X et de Y sur leur somme est l'objet initial dans {\displaystyle {\mathcal {C}}}.
- Toutes les relations d'équivalence dans {\displaystyle {\mathcal {C}}} sont effectives.

Le dernier axiome demande quelques explications. Si X est un objet de {\displaystyle {\mathcal {C}}}, une relation d'équivalence R sur X est une application R→X×X dans {\displaystyle {\mathcal {C}}} telle que tous les applications Hom(Y,R)→Hom(Y,X)×Hom(Y,X) soient des relations d'équivalence entre ensembles. Puisque {\displaystyle {\mathcal {C}}} a des colimites, on peut former le coégalisateur des deux applications R→X ; appelons-le X/R. La relation d'équivalence est effective si l'application canonique
{\displaystyle R\to X\times _{X/R}X}
est un isomorphisme.

#### Exemples
Le théorème de Giraud donne déjà les faisceaux sur les sites comme liste complète d'exemples. On remarquera cependant que des sites non équivalents donnent souvent naissance à des topos équivalents. Comme indiqué en introduction, les faisceaux sur des espaces topologiques ordinaires ont été à l'origine des définitions de base et des résultats de la théorie des topoi.
La catégorie des ensembles est un cas spécial important : elle joue le rôle d'un point dans la théorie des topos. De fait, un ensemble peut être considéré comme un faisceau sur un espace topologique réduit à un point.
Plus d'exemples exotiques, et la raison d'être même de la théorie des topos, viennent de la géométrie algébrique. À un schéma et même à un champ (en), on peut associer un topos étale, un topos fppf (en), un topos de Nisnevich, etc.

##### Contre-exemples
La théorie des topos est en quelque sorte une généralisation de la topologie classique des ensembles de points. On serait donc en droit d'attendre d'anciens et de nouveaux exemples de comportements pathologiques. À titre d'exemple, Pierre Deligne a exhibé un topos non trivial qui n'a pas de point (voir également à ce sujet l'article théorie des locales).

## Topos élémentaires (topos en logique)

### Introduction
On utilise traditionnellement comme fondation axiomatique des mathématiques la théorie des ensembles, où tous les objets mathématiques sont représentés en dernière instance par des ensembles, y compris les applications entre ensembles. En théorie des catégories, on peut généraliser ce fondement au moyen des topos.
Chaque topos définit intégralement son propre cadre de travail mathématique. La catégorie des ensembles constitue un topos familier, et travailler avec ce topos équivaut à utiliser la théorie des ensembles traditionnelle. Mais on pourrait choisir de travailler avec bien d'autres topos. Une formulation standard de l'axiome du choix vaut dans certains topos, mais est invalide dans d'autres. Des mathématiciens constructivistes choisiront de travailler dans un topos dénué de loi du tiers exclu. Si la symétrie dans un groupe G revêt quelque importance, on peut utiliser le topos consistant en tous les G-ensembles (voir l'article Action de groupe (mathématiques)).
Il est également possible de coder comme un topos une théorie algébrique telle que la théorie des groupes. Les modèles individuels de la théorie, ici les groupes, correspondent alors aux foncteurs du topos dans la catégorie des ensembles qui préservent la structure de topos.

### Définition formelle
Utilisé dans le cadre des fondements, on définira un topos de manière axiomatique ; la théorie des ensembles est alors considérée comme un cas particulier de théorie des topos. Il existe plusieurs définitions équivalentes d'un topos fondées sur la théorie des catégories. À défaut d'être éclairante, la suivante a le mérite de la concision :
Un topos est une catégorie possédant les deux propriétés suivantes :
- toute limite fondée sur des catégories à index fini existe ;
- tout objet a un objet puissance (c'est ce qui joue le rôle de l'ensemble des parties d'un ensemble dans la catégorie des ensembles).

Formellement, un objet puissance d'un objet X est un couple {\displaystyle (PX,\ni _{X})} avec {\displaystyle {\ni _{X}}\subseteq PX\times X}, tel que pour toute relation {\displaystyle R\subset I\times X}, il existe un morphisme (unique) {\displaystyle r:I\to PX} tel que {\displaystyle R=\{(i,x)\mid x\in r(i)\}} (plus formellement : tel que R soit le pull-back de {\displaystyle \ni _{X}} par {\displaystyle r\times X:I\times X\to PX\times X}).
On peut en déduire que :
- les colimites finies existent ;
- la catégorie a un classificateur de sous-objets ;
- la catégorie est cartésienne fermée.

Dans de nombreuses applications, le rôle du classificateur de sous-objet joue un rôle pivot, contrairement aux objets puissance. Aussi certaines définitions inversent-elles les rôles de ce qui est défini et de ce qui en est déduit.